# Ameana
Ameana (... – I secolo a.C.) è stata una prostituta di ambito veronese amante di Mamurra, citata da Catullo nei carmi 41 e 43 del Liber.

## Nome
Il nome Ameana è una variante ortografica di Ammiana; a differenza di altre donne citate da Catullo con i loro soprannomi, si tratterebbe in questo caso di un nome effettivamente usato al tempo del poeta.

## Aspetto fisico
Il suo aspetto è definito per negazione nel carme 43: i suoi occhi non sono nero lucente, le sue dita non sono affusolate, la sua caviglia non è sottile e la sua bocca non è asciutta, ma il particolare più rilevante sembra essere il naso deforme, grosso e piuttosto lungo.  Stando al racconto di Catullo la prostituta si era insuperbita dopo essere stata l'amante di Mamurra, tanto da aver richiesto al poeta veronese la cifra di diecimila sesterzi per una prestazione (nel I sec a.C. una prostituta costava 1 sesterzio). Non ci sono indizi che Catullo abbia avuto rapporti sessuali con Ameana.